# Kick (serviço)
Kick é um serviço de streaming de vídeo ao vivo que inclui transmissões de videojogos – incluindo transmissões de competições de esportes eletrônicos – música, conteúdo criativo e streams "na vida real". Com sede em Melbourne, Victoria, Austrália, foi fundada em 2022 como concorrente da Twitch – dando maior liberdade aos streamers ao apresentar uma moderação mais flexível e uma maior participação nos lucros para os streamers – e é apoiada pelos cofundadores do Stake.com Bijan Tehrani e Ed Craven e pela personalidade do streaming Trainwreckstv.
A Kick é conhecida principalmente por sua cobrança de receita de 5%, entre as mais baixas das plataformas de streaming, bem como seus acordos de 2023 com vários streamers anteriormente proeminentes na Twitch, incluindo o grande mestre de xadrez Hikaru Nakamura, Adin Ross e xQc.

## História
A Kick foi fundada no dia 1 de dezembro de 2022. Os seus fundadores são desconhecidos, mas os cofundadores do Stake.com, Bijan Tehrani e Ed Craven estão entre as figuras mais conhecidas nas operações do site. Fontes discordam sobre o facto de Tehrani e Craven serem os fundadores, os investidores anjos ou se estes têm outro papel; algumas fontes também afirmam que o streamer americano Trainwreckstv está entre os proprietários da plataforma ou desempenha um papel de liderança dentro desta.

### Ofertas de streaming
Trainwreckstv foi uma das primeiras grandes personalidades do streaming a atrair a atenção para ingressar na plataforma. O streamer americano, que foi banido do Twitch anteriormente por apostar durante suas transmissões, revelou ao público em março de 2023 que ganhou $16.000 com 3.500 subscritores do seu canal nos seus primeiros dez dias transmitindo na plataforma.
Trainwreck também foi acompanhado por Adin Ross, que revelou no dia 1 de março de 2023 que assinou um contrato de streaming com a Kick por um valor não revelado. Ross afirmou que seu acordo na época era o maior da história do streaming, embora negasse que ultrapassasse 150 milhões de dólares. Em maio de 2023, BruceDropEmOff anunciou que fez parceria com a Kick, embora o valor do negócio também não tenha sido revelado.
Em 16 de junho de 2023, foi anunciado que xQc assinou um contrato não exclusivo de 70 milhões de dólares por dois anos com a plataforma, com incentivos que poderiam aumentar o valor do negócio para 100 milhões. Isso fez da assinatura de xQc com a Kick o maior acordo de streaming, superando o acordo de exclusividade de 50 milhões de dólares Ninja com o extinto Mixer, de propriedade da Microsoft.

### Patrocínios
Em janeiro de 2023, a equipe Alfa Romeo de Fórmula 1 assinou um patrocínio de título plurianual com a Kick, junto com a Stake.com. O nome e o logotipo da Kick substituíam os da Stake em países onde os anúncios de jogos de azar e apostas esportivas não são permitidos. Em dezembro do mesmo ano, após a retirada de Alfa Romeo da categoria, a Kick estendeu seu relacionamento com a Sauber, com a equipe sendo renomeada para "Stake F1 Team Kick Sauber". A Kick também garantiu os direitos de nomenclatura do chassi da equipe nas temporadas de 2024 e 2025, com o carro de 2024 recebendo o nome de Kick Sauber C44.
Em agosto de 2023, a Kick atingiu outro acordo comercial na indústria esportiva, desta vez assinando uma parceria de vários anos com o Everton, clube da Premier League para se tornar o patrocinador oficial da manga do clube.

## Divisão de receita e salário
A divisão de receita da Kick é de 95% para o streamer e 5% para a plataforma, entre as mais generosas em streaming. A divisão da Kick é frequentemente comparada pelos criadores, e até mesmo pela plataforma, à antiga divisão 50-50 da Twitch e, com menos frequência, com o YouTube recebendo 30% da receita dos streamers. A popularidade do Kick em sua divisão de receita foi creditada pela Forbes por pressionar o Twitch a introduzir um modelo de divisão de receita 70-30 para alguns criadores.
A Kick propôs pagar a todos os seus streamers por hora se eles atenderem a certas condições; se esta proposta for aprovada, será o primeiro serviço de streaming a fazê-lo. As condições incluem o streamer estar ativo por pelo menos quatro horas por dia em trinta dias em um mês, o streamer estar acordado e interagir com o chat, o streamer ter uma webcam no rosto e ser maior de idade. Todos os criadores de conteúdo que atenderem às quatro condições receberão $16 por hora de streaming.